# الجبهة الوطنية الأفغانية
الجبهة الوطنية الأفغانية (بالفارسية: جبهه ملی افغانستان)؛ هو حزب سياسي إسلامي أفغاني بقيادة أحمد ضياء مسعود الشقيق الأصغر للزعيم الأفغاني أحمد شاه مسعود الذي اغتيل قبل يومين من هجمات 11 سبتمبر، تأسست الجبهة في عام 2011 في أعقاب الانتخابات الرئاسية الأفغانية لعام 2009 التي فاز فيها حامد كرزاي بالرئاسة.
تعد الجبهة الوطنية الأفغانية، إلى جانب الائتلاف الوطني الأفغاني حركة معارضة ديمقراطية بارزة ضد حكومتي حامد كرزاي وأشرف غني.

## وصلات خارجية
- الموقع الرسمي